# Pierre Michel (écrivain)
Pour les articles homonymes, voir Michel et Pierre Michel.
Œuvres principales
Octave Mirbeau, l'imprécateur au cœur fidèle
Pierre Michel, né le 11 juin 1942 à Toulon, est un professeur agrégé de lettres et un universitaire, docteur ès Lettres et H.D.R., spécialiste de l'écrivain français Octave Mirbeau. Il est le fils de l’historien Henri Michel.

## Carrière
Après des études secondaires au Lycée Condorcet et des études supérieures au Lycée Louis-le-Grand et à la Sorbonne, Pierre Michel a été reçu premier à l'agrégation de Lettres modernes en 1964[réf. souhaitée]. À partir de 1964, il a fait toute sa carrière de professeur à Angers et a pris sa retraite en 2002.
Après avoir soutenu à l'université d'Angers, en 1992, une thèse sur l’œuvre d'Octave Mirbeau, il a fondé, un an plus tard, la Société Octave Mirbeau, dont il est le président. Il est également le fondateur et le rédacteur en chef des Cahiers Octave Mirbeau (26 nos parus).
Biographe de Mirbeau, il a réalisé des éditions critiques de toute son œuvre : romans, théâtre, correspondance, ainsi que plus de 400 articles et préfaces.
En octobre 2003, il a obtenu le prix Sévigné pour son édition du premier volume de la Correspondance générale de Mirbeau.
En 2017, avec la Société Octave Mirbeau, mais sans le moindre soutien institutionnel,  il a mis au point un programme riche et divers (nombreux colloques universitaires, publications diverses, créations théâtrales, projets de documentaires, expositions, lectures et conférences) à l'occasion de la commémoration internationale du centième anniversaire de la mort d'Octave Mirbeau.
En avril 2019, à la suite d’une grave crise interne, Pierre Michel quitte la Société Octave Mirbeau qu’il a fondée un quart de siècle plus tôt et fonde l’association internationale des Amis d’Octave Mirbeau, qui entend poursuivre la mission de l’ancienne Société Mirbeau. Elle publie une nouvelle revue annuelle, somptueusement illustrée, Octave Mirbeau – Études et actualités, dont le premier numéro, 450 pages, a paru en mars 2020. Le deuxième numéro, 480 pages, est sorti en mars 2021 et le troisième numéro, 498 pages, fin mars 2022v. En même temps que ce troisième numéro a été publié le tome IV et dernier de son édition de la Correspondance générale d'Octave Mirbeau, 1250 pages, aux éditions du Petit Pavé.